# 水之七島
水之七島是漫畫《ONE PIECE》裡虛構的島嶼，島嶼以威尼斯為原型。

## 創作概念
水之七島的原型概念來自義大利水都威尼斯，而故事中的大海啸水之諸神「亞誇·拉格娜」也是取自常在威尼斯所發生的風暴潮，據作者尾田榮一郎表示，除了彰顯都市美麗的一面，如果還將都市面臨的問題帶進故事裡，感覺會比較有真實性。

## 島嶼概要
水之都，盛行造船業的島嶼。島上的居民將城市建在沉於海底的地基上，亞誇·拉格娜（水之諸神）和地基下沉所引起的水災是這座城市最大的難題，記錄指針存滿紀錄約要一週的時間。
水之諸神的巨浪加上大海賊時代海賊的海上掠奪，讓過去以造船來飛黃騰達的水都面臨荒廢的命運，直到10年後，傳說中的船匠湯姆創造了海上列車「冒煙湯姆」才終於有了轉機。
湯姆死後，他的第一弟子艾斯巴古將七個島的造船公司合併為現今的「卡雷拉公司」。後來CP9及海軍曾押送妮可·羅賓及佛朗基從此地乘坐海上列車出發前往「司法島」。

### 文化
- 水之都的水道相當繁複，除了平地水面的運輸以外，還有從水之都高處往下延伸的水道。
- 當地居民會飼養一種名為「布魯」（台譯「青魚」）的生物，做為水上運輸的交通工具。除了用於水上交通的用途外，青魚的背負力很強，還可以用來協助搬家。附有雙人座椅的小型布魯借租費用為1千貝里。
- 由於水之都每年會被名為「亞誇·拉格娜（水之諸神）」的巨大海嘯襲擊整個城市，因此當地居民會特別留心有關水之諸神的氣象報告。以便於水之諸神來到水之都前，做好防災準備，島上還會為民眾提供臨時的庇護所。此外在動畫原創中，水之諸神襲擊過水之都後，會在各家屋簷上留下高濃度的海鹽，當地居民也會利用水之諸神留下的海鹽烹調料理，但是那年是最大的亞誇·拉格娜。
- 當地特產是「水水肉」，也是青魚喜歡吃的食物。魯夫吃過水水肉後形容這種肉的口感相當鮮嫩美味。
- 水之都會在特定時日舉辦面具嘉年華，那段期間內的居民會戴上面具裝扮自己。由於魯夫等人到水之都時正逢面具嘉年華的活動期間，當時以人化形態逛街的喬巴還因此被誤認為是嘉年華裝扮的人類。参考自万圣节的化妆舞会和假面喜剧。

### 地理
水之七島上的幾個重要地點：
- 卡雷拉公司總部

社長艾斯巴古的官邸，島上最大及維安最嚴密的住宅。草帽海賊團及CP9曾在此爆發激戰；後在CP9暗殺艾斯巴古的行動中被縱火。
- 一號船塢

卡雷拉公司的最佳部門。
- 佛朗基解體屋

佛朗基家族的根據地。魯夫、索隆、香吉士和喬巴曾為了奪回被佛朗基家族搶走的金錢替騙人布報仇，對佛朗基家族大動干戈的同時破壞了此地。
- Blue Station

水之七島的海上列車站。妮可·羅賓及佛朗基在此被押送上車。
- 西夫特車站

位於海上的海上列車站。站長為可可羅婆婆。外地人與當地民眾可從此處搭乘海上列車，通往春天女王城或是『美食之都』普基。
- 布魯諾的酒吧

時任CP9布魯諾（在臥底時）經營的酒吧。佛朗基經常在此補充可樂。司法島事件過後，該店隨著布魯諾和其餘CP9成員逃亡而倒閉。之後被基威＆摩茲的酒吧取代
- 廢船島

由數以百計廢棄船隻堆積而成，曾是湯姆造船公司的所在地，佛朗基從前在此製作「佛朗基戰鬥號」。現在已隨地基下沉而沉沒。
- 水都升降梯

藉由固定時段控管大量水流的升降，讓騎乘水上交通工具的民眾，能夠往來水都不同高度的區域。
- 湯姆造船公司

為水之七島上的第一所造船公司，由「世界第一船匠」湯姆創辦，成員包括秘書可可羅、弟子艾斯巴古和佛朗基，以及寵物橫綱。總部位於水之七橋下的大貨倉，而員工則主要在廢船島附近的小屋居住和工作。其後由艾斯巴古的卡雷拉公司取代。
- 基威＆摩茲的酒吧

「頂點戰爭」結束兩年後，基威與摩茲新開設的酒吧。取代之前布魯諾的酒吧。

## 角色介紹

### 卡雷拉公司
座落於水之七島的第一大造船廠，牽動島上整體經濟發展，董事長由市長艾斯巴古兼任，算是國營事業，以船塢為部門單位，公司的標幟圖案為寫著「G.C」（卡雷拉公司縮寫）的船錨。在司法島事件後，該公司還曾發放繡有卡雷拉公司的標幟T恤給魯夫等人。
艾斯巴古（Iceburg）
聲優：及川以造、岸尾大輔〈少年時期〉（日本）；孫中台、宋克軍〈少年時期〉（台灣）
年齡：38歲→40歲，生日：1月3日（艾斯的日文=1、3），身高：199cm，星座：摩羯座，血型：X型，出生地：偉大的航路“水之七島”，喜歡的食物：可可羅做的咖哩。
水之七島市長兼卡雷拉公司社長，特徵是深藍色短髮（但剃短腦勺以下的部分），年輕時留著中短髮且雙臂有船錨般的紋身。口頭禪是
傳說中的船匠湯姆的徒弟之一，同時也是佛朗基的同門師兄，承自湯姆的技藝使他擁有任何船工望塵莫及的技巧與技術，加上身為一市之長，因此極受眾人的愛慕與崇拜（水之七島本來就是個造船發達的都市）。
身為市長卻對於政事沒興趣，甚至任性的取消一整個下午的行程。而幾乎只要提到跟造船有關的事情就能引起他的關切，尤其熱愛巡視卡雷拉公司，同時指導員工。學徒時代與放蕩不羈的師弟佛朗基的關係一直都很惡劣，八年前的司法船襲擊事件後甚至與佛朗基鬧翻，但實際上兩人之間有著堅固的信任關係，因為在前進梅利號被火葬報廢後，兩人還一起建造了千陽號。
師父湯姆曾表示，他非常在意世上唯一能夠使古代兵器復活的人妮可·羅賓，因此把羅賓幼年時期的懸賞單貼在臥室的牆上，提醒自己不能忽略兵器的危險性。為了不讓世界政府有機會染指古代兵器「冥王」的設計圖，花費8年的時間將島上原本惡性爭鬥的七間造船公司合併成現今的卡雷拉公司，並承接世界政府的造船案，讓公司和政府的關係保持友好，同時也以市長的位置治理這個重要的造船都市，種種利害關係下使得世界政府無法輕易對他下手，因此能達到保護設計圖的目的。甚至後來還將設計圖交給佛朗基以掩人耳目，這也是因為佛朗基原本的姓名卡迪·佛蘭姆已經被誤認為死亡的緣故。
在羅布·路基（原職長）、卡古（原職長）和卡莉法（原秘書）身為CP9諜報員的真相曝光後解雇了他們；此外，他又在佛朗基出海後提供工作給佛朗基家族的成員，但卻拒絕大夥兒叫他「新大哥」。
為了接任秘書的人選而公開徵求。女人島的紐婆婆在魯夫來到當天所看的舊報紙有出現此消息。兩年後沒什麼變化，正式雇用年僅十歲的天才少女愛麗絲（Alice）作為他的接任秘書。多雷斯羅薩事件落幕後，和其餘水之七島居民獲知佛朗基的懸賞額再次提升的消息。
名字來源取自英語的冰山（iceberg），中年形象则参考美国演员佐治·古尼，青年形象则参考美国乐队枪与玫瑰的主唱埃克索尔·罗斯。
暴龍（Tyrannosaurus）
聲優：高塚正也（日本）
生日：10月20日，星座：天秤座，喜歡的食物：菠菜。
在魯夫他們到達水之七島前艾斯巴古撿到一隻的小倉鼠，並且經常在活動的時候，會艾斯巴古在左胸的衣服口袋裡。
名字取自于白垩纪的恐龙霸王龙。
愛麗崔（Alice，愛麗絲）
聲優：廣橋涼（日本）
年齡：8歲→10歲。
卡雷拉公司社長新任秘書。戴著眼鏡，黑髮綁著辮子。
包利（Paulie）
聲優：吉水孝宏（日本）；符爽（台灣）
年齡：24歲→26歲，生日：7月8日（繩子的日文＝7，8），身高：195cm，星座：巨蟹座，血型：S型，出生地：偉大的航路“水之七島”，喜歡的食物：草莓利口酒、醋醃沙丁魚。
卡雷拉公司一號船塢五名職長之一→卡雷拉公司副社長，索具、桅杆工人職長。頭戴護目鏡、喜歡抽雪茄、留著一圈鬍渣的金髮男子。
因為好賭而常被債主追著跑，曾短暫地把魯夫等人的2億貝里據為己有，被當時在卡雷拉造船公司臥底的羅布·路基發現後，硬是扭送回來並將兩億貝里歸還魯夫等人。擅長的「操繩術」是以藏在衣內的繩索進行攻擊，他的實力本身不弱，還曾差點將魯夫逼入死胡同。
小時候曾看到海列車開通而大受感動，之後並立志成為一名出色的船匠；視艾斯巴古為他的恩師。對女性穿著暴露這一點反應極大，稱娜美是「不知廉恥的女人」，但也被方塊姐妹取笑是拘謹鬼。
「司法島事件」後升任為卡雷拉公司的副社長，他每天也被大量的債主和支持者追趕。而根據扉頁連載《在世界的甲板上》Vol.38，兩年後沒什麼變化，與其他卡雷拉公司船工正式完成海列車2號，還為此在街上舉辦了一場大遊行。形象则参考德国服装品牌雨果博斯的一位模特。
畢普利·露露（Peepley Lulu）
聲優：太田真一郎（日本）；符爽（台灣）
年齡：31歲→33歲，生日：1月2日，身高：206cm，星座：摩羯座，血型：S型，出生地：偉大的航路“水之七島”，喜歡的食物：天婦羅烏龍麵。
卡雷拉公司一號船塢的縱搖、煉鐵、滑輪工人職長。特徵是帶著眼鏡和嘴上兩髭，有嚴重的寢癖，因此頭髮常會亂翹，常按平一處又翹起一處，並會翹在不可思議的地方（鬍子、鬢角、別人的鼻孔等）。形象则参考Queen (乐队)的主唱弗雷迪·默丘里。
戴魯斯通（Tilestone）
聲優：稻田徹（日本）；孫中台（台灣）
年齡：33歲→35歲，生日：1月6日，身高：255cm，星座：摩羯座，血型：S型，出生地：偉大的航路“水之七島”，喜歡的食物：牛犢肝。
卡雷拉公司一號船塢的旗幟、軟木栓、船帆裁縫工人職長。是個力大無窮但頭腦簡單的壯漢，左胸刺有「船大工」的刺青。武器是巨大鐵鎚和手銃。名字则参考琉璃的英文名。
離職者
卡古
原卡雷拉公司一號船塢的大工工人職長，實為當時間諜機關CP9的成員，其後被公司解僱。
羅布·路基
原卡雷拉公司一號船塢的木釘工人職長，實為當時間諜機關CP9的成員，其後被公司解僱。
卡莉法
原卡雷拉公司社長秘書，實為當時間諜機關CP9的成員，其後被公司解僱。

### 佛朗基家族
由「鐵人」佛朗基所領導的以拆解舊船（與海賊船）並將所拆下來的木材以高價出售為職業的家族（賞金獵人是副業），除佛朗基本人、方塊姊妹外皆穿著小圓框、紅色鏡片的護目鏡與腹部的鐵盔甲。後來因族長佛朗基加入草帽海賊團出海成為海賊，艾斯巴古遂安排他們在造船廠工作，自此併入卡雷拉公司旗下。
佛朗基
佛朗基家族第一任族長，現已離開並成為草帽海賊團船匠。
贊拜（Zambai）
聲優：三宅健太（日本）；孫中台（台灣）
年齡：33歲→35歲，生日：3月8日，身高：227cm，星座：雙魚座，血型：S型，出身地：偉大的航道“水之七島 ”，喜歡的食物：燒烤。
佛朗基家族第二任族長，曾經在卡雷拉公司應徵當船匠不成，為此變的非常失意。原本在後街是個小混混，遇到佛朗基後成為他的部下，平時在方塊姊妹以外的人中是與佛朗基較為靠近的人物，亦常在劇情中代表所有小弟們發言。
兩年後沒什麼變化，開始在美食之都普基承接船隻購買、修理、解體的工作。
「方塊姐妹」基威＆摩茲（Kiwi & Mozu）
基威與摩茲合稱「方塊姐妹」，最突出的特徵就是頭上方塊狀的髮型，因為此髮型的緣故，若是兩人逆風行走的話，還會因為重心不穩險些摔倒。她們是佛朗基身邊的女伴，對他相當忠誠，常跟隨左右，並與他擺出對應的出場姿態。基威與摩茲的外貌長得一模一樣，只能靠頭髮和衣著辨別：「基威」的方塊髮帶點微卷，身穿小熊圖案的桃紅色上衣與短褲；「摩茲」則帶著黃色太陽眼鏡，身穿黃色上衣與半長褲。兩人和騙人布一樣有長鼻子，不過是尖的，個性一搭一唱。兩人都使用刀作武器。
二人自小就在水之七島上生活，曾在「冒煙湯姆號」的首航日乘搭列車，並受此啟發想成為船匠。長大後，曾經在卡雷拉公司應徵當船工，失敗後變得非常失意，整日在後街借酒澆愁；其後，她們被佛朗基發現，自此成為了佛朗基家族的成員。而在司法島事件裡，姊妹倆發揮所學的船隻解體技能，僅用手持的刀子便輕鬆撬開司法島的吊橋鎖，讓佛朗基家族等人得以進入司法塔支援魯夫等人進行解救羅賓和佛朗基的計畫。
兩年後沒什麼變化，開了一間酒吧，還和翻滾海賊團的成員聊到草帽海賊團重新出發的消息。
基威（Kiwi）
聲優：鹽山由佳（日本）；許淑嬪／張舒婷〈SP梅利篇〉（台灣）
年齡：20歲→22歲，生日：9月1日，身高：187cm，星座：處女座，血型：F型，出身地：“偉大的航路”“水之都後街”，喜歡的食物：水果三明治。
名字的由來是奇異鳥。
摩茲（Mozu）
聲優：福井美樹〈第234至247話〉→日比愛子〈第255話起〉（日本）；詹雅菁／王貞令〈SP梅利篇〉（台灣）
年齡：19歲→21歲，生日：1月7日，身高：187cm，星座：摩羯座，血型：F型，出身地：“偉大的航路”“水之都後街”，喜歡的食物：巧克力聖代。
名字的由來是紅頭伯勞。
蛋仔（Tamagon）
聲優：藤本隆弘（日本）；不固定配音員（台灣）
佛朗基家族成員，特徵是蛋型的圓滾滾身材，領結和護目鏡的男子。
奇耶虎（Kiev）
聲優：平井啓二（日本）；不固定配音員（台灣）
佛朗基家族成員，特徵是留著鬍鬚和莫霍克髮型的男子。
秀左（Schollzo）
聲優：不明（日本）；不固定配音員（台灣）
佛朗基家族成員，特徵是護目鏡和胸前的綁有一條繩子的銀髮男子。
柯普（Kop）
聲優：不明（日本）；不固定配音員（台灣）
佛朗基家族成員，特徵是長方形的臉和三角形的鼻子的男子。
名字的由來是杯子（cup）。
怪力毀滅者（Kairiki Destroyers）
聲優：不明（日本）；宋克軍&符爽&孫中台（台灣）
佛朗基家族主力，身型比普通人大上2倍的三人組。司法島事件裡於方塊姊妹撬開司法島的吊橋鎖後，三者徒手推開司法島的第一道門，令佛朗基家族等人得以進入司法塔支援魯夫等人進行解救羅賓和佛朗基的計畫。
索德姆&哥摩拉（Sodomn & Gomorrah）
聲優：福原耕平&三宅健太（日本）
佛朗基家族專屬帝王牛魚，索德姆體色為黃色，哥摩拉則有紫白相間的條紋，以前被佛朗基家族從海王類的肚子裡救出來（因佛朗基發現還有兩隻時已經吃飽了而沒有加菜），從此兩兄弟發誓一輩子都要追隨佛朗基。生日：8月6日。
司法島事件時帶著草帽海賊團和佛朗基家族攻入「艾尼愛斯大廳」，途中索德姆被迫擊砲打傷肌腱，牠將前往正門的任務託付給哥摩拉後倒下，但哥摩拉也隨即被「有罪陪審團」的巨大鐵球砸中臉部，導致視網膜受創，即便如此牠仍一路將所有人成功帶往前門，司法島事件結束後兩兄弟被一同帶回水之七島，並在喬巴的治療下逐漸康復。
名字的由來是「舊約聖經」中，被上帝耶和华消滅的黑暗之城。

### 西夫特車站
可可羅（Kokoro）
聲優：真山亞子（日本）；詹雅菁（台灣）
種族:銀魚人魚，年齡：70歲→72歲/身高：168cm，生日：10月5日，星座：天秤座，血型：S型，出身地：偉大航道魚人島 ，喜歡的食物：所有酒類、海藻沙拉。
水之七島「西夫特車站」站長，銀魚人魚，因為年齡超過30歲而有「雙股」（用雙腳走路）。以前曾擔任過湯姆造船公司的秘書。生日10月5日。
特徵是綠色的微捲髮以及有如怪獸般的長相（年輕時意外是個大美女），在湯姆死後更因為過度酗酒而導致體型肥胖，魯夫稱她為「怪獸婆婆」，在酒吧與佛朗基碰面時還一度被佛朗基誤當成店裡的怪獸裝飾品，從年輕時就很仰慕湯姆，並跟著他一路來到水之七島，在湯姆被世界政府處死後，寄了一封信給魚人島的電（湯姆的弟弟，船匠兼「海之森林」學者）告知湯姆被處刑一事。
據說她那貼在胸部上的貝殼「Nu Bra」一旦掉下來就會引發世界末日。當她首次以人魚姿態露面拯救落水的草帽海賊團時，眾人皆因為忽然見到她的臉孔，險些在水裡窒息。香吉士在上岸後不斷否認可可羅是人魚的真相，就連娜美在泳池畔休息時，也形容要接受可可羅是人魚感到有些不習慣。索隆在看過人魚海咪之後，就把可可羅也是人魚的記憶自動消除。
兩年後沒什麼變化，趁著假日和橫綱一起到海底度假，還從報紙中得知草帽海賊團重新出發的消息而開懷大笑。
名字的由來取自日文的心（因為日文「心」的讀音和可可羅相同）
蒂姆妮（Chimney）
聲優：齋藤千和（日本）；許淑嬪（台灣）
種族:半人魚的混血兒，年齡：，8歲→10歲/身高：115cm /生日：6月2日，星座：雙子座，血型：S型，出身地：偉大航道“水之七島” ，喜歡的食物：香吉士做的馬鈴薯派。
可可羅婆婆的孫女，個性相當聰明伶俐，寵物是一隻兔子「公貝」。有四分之一人魚血統。在45集88頁作者尾田榮一郎與讀者的「詢問專欄」裡談到可可羅婆婆以前還是人魚時，因為仰慕湯姆先生而從魚人島來到水之七島，後來她就在水之七島與人類的男性結婚，而10年前她生下的人類與人魚混血的兒子又跟人類的女性結婚，他們生下的孩子就是蒂姆妮，因為蒂姆妮擁有4分之1人魚血統，所以游泳的技術很棒，但是沒辦法像祖母那樣自由在水中呼吸。在第42集403話中，一個小孩子能夠在充滿漩渦的海中，把溺水的魯夫救上來，就是因為她有人魚的血統。
兩年後有所成長，還成為週日值班的西夫特車站長。。
名字裡的Chimney在英語裡為煙囪、管道、通道之意。
公貝（Gonbe）
聲優：粗忽屋武蔵野店（日本）；詹雅菁（台灣）
生日：2月8日，星座：水瓶座，喜歡的食物：魚(其實是胡蘿蔔)。
蒂姆妮的寵物，是一隻會發出會像貓一樣「喵喵～」叫聲的兔子。
橫綱（Yokozuna）
聲優：高塚正也（日本）；符爽（台灣）
以前是湯姆的寵物，是一隻會游自由式的青蛙，是佛朗基所教的。
8年前遭遇湯姆和佛朗基死亡的衝擊，從此每天在海上挑戰海上列車冒煙湯姆號，身上因此產生無數條傷痕。司法島事件之後，橫綱不再害怕重要的人被帶走，因此不再挑戰海上列車。名字的由來是日本相扑的最高段位橫綱。

### 市民
湯姆（Tom）
聲優：村松康雄〈第248～322話〉→石川洋昭〈第967話～至今〉（日本）；符爽（台灣）
種族：河豚魚人，年齡：被施以極刑時67歲（10年前），生日：3月16日，身高：296cm，星座：雙魚座，血型：F型，出身地：偉大航路“魚人島”，喜歡的食物：可可羅做的拉麵。
湯姆造船公司老闆，「世界第一船匠」，魚人島海之森學者兼鍍膜工匠電的哥哥。24年在廢船島撿到被雙親遺棄的佛朗基，為養育艾斯巴古和佛朗基成人的恩師。口頭禪是，手臂有花朵形狀的紋身，體型肥胖卻力大無窮，能單手舉起一艘船甚至扯斷手銬。格言是「男人要對自己造的船充滿信心」。
二十多年前，「海賊王」哥爾·D·羅傑來到水之七島，拜託他建造一艘海賊船，於是以寶樹「亞當」為木材，完成了「奧爾·傑克森號」。當羅傑被處刑之後，因協助羅傑海賊團造船，而被帶入司法船審判，不過他向主審法官說明海上列車的設計與概念，使法官改變審判暫時給他時間去製作，取得抵罪的機會。
經過十四年的歲月，把海上列車「冒煙湯姆號」鋪上軌道。在要接受審判的三天前，將古代兵器「冥王」設計圖傳給艾斯巴古。之後遭到時任CP5司令官斯帕達姆的陷害，而被帶往司法島處以死刑，他還有製造另外一台海上列車-火箭人，但是不受控制，所以沒有行駛。名字取自于猫和老鼠里的汤姆猫和影星汤姆·克鲁斯。
布魯諾
在水都經營酒吧的老闆，現已離開水都。
懷凱爾&麥凱爾（Hoichael & Michael）
聲優：中友子&摩味（日本）；詹雅菁＆許淑嬪（台灣）
住在水都後街的不良少年，水都小學6年5班12歲，6年期間總共被輔導了620次，破壞校舍997片玻璃，罪名：用小牛魚飆車、搶劫超市。口頭禪：「嗯……超級～」。生日7月18日。很崇拜佛朗基和包利。
原作中先於露露及戴魯斯通的想像中登場（他們以為這兩人就是暗殺艾斯巴古的犯人），司法島事件結束後企圖向索隆勒索財物，被海扁一頓後很好心的替索隆帶路。動畫中增加其劇情因兩人崇拜索隆而帶他回家並稱他為大哥。
山男（Happa）
聲優：高塚正也（日本）；孫中台（台灣）
在水都經營木材行「Timber&Hardware」，長相凶惡卻充滿人情味的的大叔，將飯團送給騙人布，自製的飯團裡包的是水都的名產「水水肉」。以前曾做過山賊，從美食之城普基搬到水都，是個離過一次婚的單身漢。
名字的由來是葉子。
Dr.九九
聲優：高塚正也（日本）；孫中台（台灣）
替艾斯巴古診察的醫生。
布修＆史提比
聲優：園部啓一&麻生智久（日本）；孫中台＆宋克軍（台灣）
管理海上列車的工作職員。
馬魯米耶塔（Marumieta）
美食之城普基的市長比米內的獨生女，因為沒見過世面，而對所有事情都相當好奇，水之諸神過境後，運送救援物資到水都來，目擊到佛朗基沒穿泳褲的奇特光景，在人群裡用雙筒望遠鏡窺看。名字的由來是「完全看的見」。
阿碧（Abi）
聲優：須藤祐實（日本）；許淑嬪（台灣）
動畫原創人物，僅於317話出場。水都照相館老闆的女兒，委託魯夫和喬巴幫忙，尋找她失蹤的1百歲牛魚藍鰭（Aobire，聲優：高戶靖廣）。後來到傳說中牛魚的訣別之村，收養一隻剛出生的牛魚。
老媽（MAMA）
聲優：佐藤愛（日本）；許淑嬪（台灣）
動畫原創人物，僅於318話出場。霍卡爾&麥卡爾的養母，領養許多孩子，其中霍卡爾與麥卡爾年紀最大，年紀最小的則有還不會走的嬰兒三個。因霍麥兩人崇拜索隆而帶他回家並稱他為大哥，使得「老媽」誤以為是要加入這個家庭的人，讓索隆當了一天的保母。索隆雖然一直想離開，但聽說「老媽」被三日月討債時還是出手相救。
領養的孩子分別為有以下幾位
陽子（Yoko，聲優：名塚佳織（日本）；詹雅菁（台灣））
友也（Yuya，聲優：廣橋涼（日本）；許淑嬪（台灣））
翔（Sho，聲優：日比愛子（日本）；詹雅菁（台灣））
綾子（Ayako，聲優：神田朱未（日本）；許淑嬪（台灣））
名大（Akihiro，聲優：青山桐子（日本）；符爽（台灣））
烹烹爺爺（Banban）
聲優：辻村真人（日本）；宋克軍（台灣）
動畫原創人物，僅於319話出場。可可羅的朋友。在水都河口用小船經營小吃攤，料理手腕一流，烹調用的鹽味道比一般鹽還濃郁，是取自水之諸神過後，留在屋頂上的海鹽；喜歡酒和美女，步履躝跚，切菜時手會抖。有時會閃到腰但自己能治好，連香吉士一開始也擔心他是否真的懂得廚藝。和香吉士的師父「紅腳」哲普似乎是舊識，稱哲普為「小鬼頭」。據他自己說，他使用的那種刀只有他自己和哲普會用，因此當他看到香吉士用他的刀做料理時就猜到香吉士認識哲普。對著香吉士以一副回憶往事的樣子講著「只是聽來的」有關蔚藍海域「All Blue」的事情。名字的由來是中国四川料理之一的「棒棒鸡」。